# Kolumna Chwały
Kolumna Chwały (ros. Колонна Славы; także: Pomnik wojny rosyjsko-tureckiej) – pomnik w formie kolumny, znajdujący się w Petersburgu na placu przed Soborem Świętej Trójcy.

## Historia
Pomnik został odsłonięty 12 października 1886 roku z udziałem cara Aleksandra III. Zbudowano go według projektu architekta Dawida Grimma celem upamiętnienia zwycięstwa Imperium Rosyjskiego nad Imperium Osmańskim w wojnie rosyjsko-tureckiej z lat 1877–1878. Głównym elementem mającej całkowitą wysokość nieco ponad 28 m konstrukcji była podzielona na pięć segmentów żeliwna kolumna obłożona lufami 140 armat, używanych przez wojska rosyjskie do odparcia Turków podczas wyzwalania Bułgarii. Kolumnę wieńczyła głowica w stylu korynckim, na niej zaś umieszczona była odlana z brązu figura bogini zwycięstwa Nike. Całość spoczywała na mającym około 6,5 m wysokości czworobocznym, granitowym cokole, na którego każdej ze stron umieszczone zostały wykonane z brązu tablice z opisami najważniejszych bitew wojny i nazwami poszczególnych jednostek wojskowych, które wzięły w nich udział. U podnóża pomnika ustawiono 10 zdobycznych, tureckich armat.
W 1930 roku na polecenie Józefa Stalina Kolumna Chwały została rozebrana i sprzedana rządowi Niemiec na przetop.
W 2004 roku rozpoczęła się rekonstrukcja pomnika oparta na oryginalnych planach. Repliki luf armat, którymi pierwotnie obłożona była kolumna wykonała kompania metalurgiczna Novolipetsk Steel z Lipiecka jako prezent na przypadającą wtedy 300. rocznicę założenia Petersburga. Odbudowany monument odsłonięto 1 października 2005 roku.